# 龙安镇 (彝良县)
龙安镇，是中华人民共和国云南省昭通市彝良县下辖的一个乡镇级行政单位。
2012年8月30日，云南省人民政府批复同意撤销龙安乡，设立龙安镇。

## 行政区划
龙安镇下辖以下地区：
龙安村、岩贤村、木坪村、摸槽村、后山村、三乐村和白岩村。